# Mauricio Baldivieso
Mauricio Baldivieso Ferrufino (Cochabamba, 22 de julho de 1996) é um futebolista boliviano. Atualmente está sem clube. Atua como meia.
Mauricio é filho do ex-jogador boliviano e ex-treinador do Aurora, Julio César Baldivieso.

## Carreira
Baldivieso é o jogador mais jovem da história do futebol, tendo disputado a sua primeira partida em 19 de julho de 2009, apenas alguns dias antes completar seu 13.º aniversário. Ele entrou aos 36 minutos do segundo tempo no jogo entre Aurora e La Paz, vencido pelo La Paz por 1x0. "Isso é histórico", noticiou o jornal "La Prensa" no dia seguinte.
Com cinco em minutos em campo ele foi brutalmente agredido pelo adversário Henry Alaca, machucando gravemente o tornozelo de Baldivieso, que chorou muito, mas continua a jogar.
Ele teve seu contrato rescindido em 23 de julho de 2009, quando o seu pai Julio César Baldivieso foi demitido do Aurora.
Durante a semana seguinte, em razão das  reações provocadas pela precoce estréia do jovem, a diretoria do Club Aurora proibiu sua participação no restante do Torneio Clausura. Em razão disso, pai e filho se desligaram do clube.
Em 31 de julho de 2011, em uma partida frente ao Jorge Wilstermann, e novamente com seu pai como treinador, entrou aos 89 minutos, com o marcador de 3-0 a favor do Aurora. Assim, em 2012 regressou às fileiras do Club Aurora, onde atuou como titular. Mauricio se tornou o mais jovem jogador a estrear em um torneio internacional, jogando pelo Club Aurora contra o Cerro Largo do Uruguai, em 26 de julho de 2012, em jogo pela Copa Sul-Americana de 2012, entrando como titular desde o início da partida, com a idade de 16 anos. Nesse ano foi reconhecido pela Liga de Fútbol Profesional Boliviano, como o jogador juvenil com mais tempo em jogo no torneio Apertura, mostrando sua qualidade no terreno de jogo fazendo várias assistências e gols, incluindo três gols como visitante contra as equipes do Bolívar e The Strongest.

## Estatísticas
Até 3 de junho de 2011.

### Clubes
| Clube             | Temporada         | Campeonato | Campeonato | Copa  | Copa | Competições | Competições | Outros | Outros | Total | Total |
| Clube             | Temporada         | Jogos      | Gols       | Jogos | Gols | Jogos       | Gols        | Jogos  | Gols   | Jogos | Gols  |
| ----------------- | ----------------- | ---------- | ---------- | ----- | ---- | ----------- | ----------- | ------ | ------ | ----- | ----- |
| Aurora            | 2011              | 1          | 0          | —     | —    | —           | —           | —      | —      | 1     | 0     |
| Aurora            | Total             | 1          | 0          | —     | —    | —           | —           | —      | —      | 1     | 0     |
| Total na carreira | Total na carreira | 1          | 0          | 0     | 0    | 0           | 0           | 0      | 0      | 1     | 0     |